# Kanalschwimmen
Kanalschwimmen ist eine besondere Art des Langstreckenschwimmens in einer als Kanal bezeichneten Wasserstraße entweder als Durchquerung (Ärmelkanal) oder längs dazu (s. Andere Kanalschwimmen).

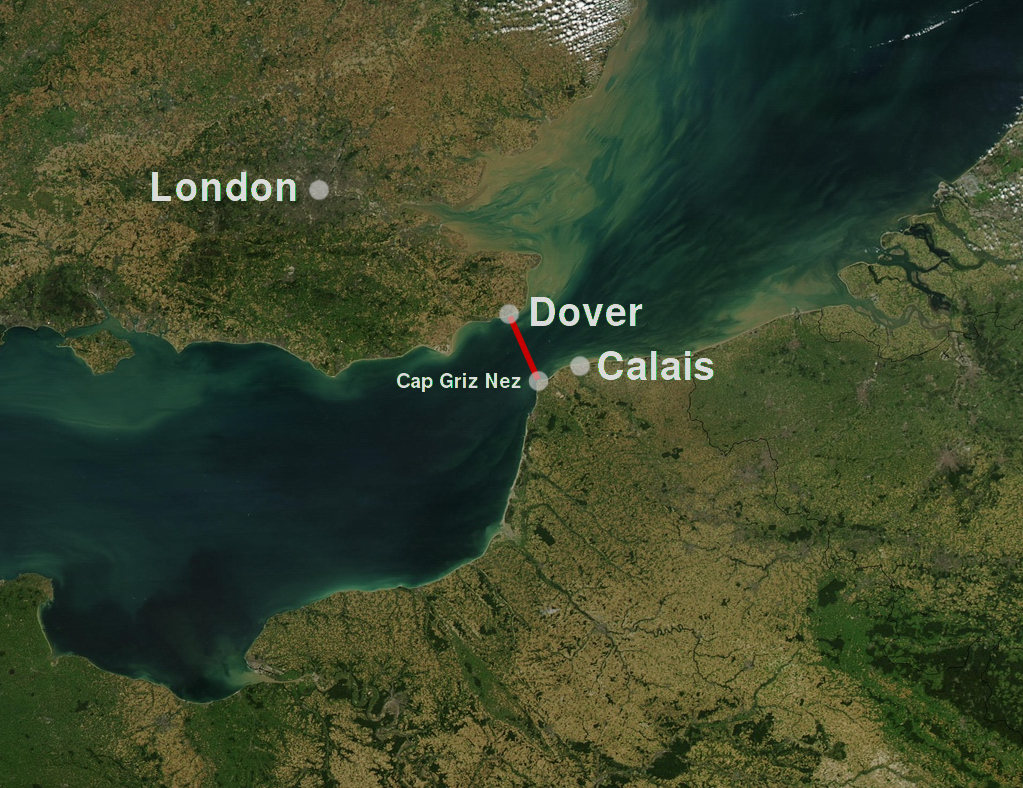
Kanalschwimmstrecke zwischen Dover und Cap Griz-Nez durch den Ärmelkanal

## Ärmelkanalschwimmen

### Strecke
In der Regel wird die Strecke von Dover (England) nach Calais bzw. Cap Griz-Nez (Frankreich) durchschwommen, mit 32,31 Kilometern der kürzeste Abstand zwischen beiden Küsten. Der tatsächlich zurückgelegte Weg ist oft weitaus länger, da die Schwimmer im Ärmelkanal starken Strömungen ausgesetzt sind, nicht zuletzt ausgelöst durch den Tidenhub. Aufgrund der strengeren Gesetzgebung in Frankreich werden von Calais aus kaum noch Versuche gestartet.
Der Ärmelkanal zählt mit etwa 500 Schiffen pro Tag zu den meistbefahrenen Wasserstraßen der Welt. Diese Verkehrsdichte stellt für Schwimmer eine latente Gefahr dar. Weitere Gefahren liegen in der Wassertemperatur, die auch im Sommer kaum über 17 °C beträgt und zu Unterkühlung führen kann, sowie in unvorhersehbaren Änderungen von Wetter, Wind und Strömung.
Neben der Solostrecke Dover-Calais wird auch die Doppeldistanz Dover-Calais-Dover geschwommen. Auch Dreifach-Durchquerungen hat es mehrfach gegeben. Jährlich versuchen inzwischen über 100 Menschen, den Ärmelkanal schwimmend solo und auf „konventionelle Weise“, d. h. ohne Neoprenanzug und Schwimmhilfe, zu durchqueren, hinzu kommen zunehmend Staffeln. Bis Mitte 2011 haben über 1217 Schwimmer insgesamt 1660 Solos geschafft.

### Ausrichter
Von 1927 bis 1999 wurden alle offiziellen Querungsversuche von der Channel Swimming Association (CSA) überwacht und von Booten begleitet, um notwendige Rettungsmaßnahmen durchzuführen und Zeiten und Rekorde zu registrieren. Die CSA hat ihren Sitz in Aylesbury (Großbritannien).
Im November 1999 wurde die ursprüngliche CSA in die heutige CSA Ltd übergeführt, worauf sich im Jahr 2000 aus ehemaligen Mitgliedern der ursprünglichen CSA die „Channel Swimming and Piloting Federation“ (CS&PF) bildete, so dass seither zwei Organisationen die Kanaldurchquerungen überwachen und zertifizieren. Die CS&PF wurde speziell gegründet, um auch unorthodoxe Kanalquerungen zu begleiten.

### Geschichte
Als erster erfolgreicher Ärmelkanalschwimmer gilt der englische Kapitän Matthew Webb, der im August 1875 damals 27-jährig den Kanal von Dover nach Calais durchschwamm. Da er Seegang und Strömung falsch berechnet hatte, legte er weit über 70 km zurück und benötigte dafür mehr als 21 Stunden. Begleitet wurde er von einem Boot aus Dover, auf dem sich sechs Helfer und vier Journalisten der Illustrated London News befanden. Durch die Berichterstattung dieser Zeitung erlangte er eine gewisse Berühmtheit in der britischen Öffentlichkeit. 1883 kam er bei dem Versuch, die Niagara-Whirlpool Rapids zu durchschwimmen, ums Leben.
Tatsächlich jedoch war Webb nicht der erste Kanalschwimmer. Bereits 1815 entzog sich Jean Marie Saletti aus Malesco, ein italienischer Soldat Napoleons I., seiner Gefangennahme durch die Engländer bei der Schlacht bei Waterloo durch einen beherzten Sprung über Bord, kurz bevor das Transportschiff Dover erreichte. Er schwamm die ganze Nacht hindurch auf die französische Küste zu, bis ihn in der Nähe von Boulogne ein Fischerboot aufnahm. Diese Kanaldurchquerung wurde jedoch nie offiziell anerkannt, da Start- und Zielort nicht korrekt eingehalten wurden.
Noch vor Matthew Webb, im Mai 1875, durchschwamm der amerikanische Rettungsschwimmer Paul Boyton den Ärmelkanal. Allerdings trug er bei seiner 23-stündigen Durchquerung einen mit Luft gefüllten Gummianzug und benutzte ein Paddel. Im Jahr 1911 schwamm der Engländer Thomas Burgess in seinem 19. Versuch als erster die doppelte Distanz. Er benötigte für die Strecke Dover-Calais-Dover über 23 Stunden.
Die australische Profischwimmerin Annette Kellerman versuchte um 1915 mehrfach, den Ärmelkanal zu durchschwimmen, stets vergeblich.
Als erste Frau, die eine Kanalquerung schwimmend schaffte, wird die Sportschwimmerin, mehrfache Weltrekordlerin und Olympiasiegerin (Paris 1924) Gertrude Ederle (1906–2003) in den Annalen geführt. Im Jahr 1926 benötigte sie nur 14:31 Stunden, das waren fast zwei Stunden weniger als die bisherige Bestzeit der Männer. Finanziert wurde das Unternehmen von Daily News und Chicago Tribune, die für einen triumphalen Empfang der Schwimmerin in den USA sorgten.
Im Juli 2006 durchschwamm der britische Komiker David Walliams (bekannt aus Little Britain) den Ärmelkanal in 10 Stunden und 35 Minuten für die Organisation Sport Relief und sammelte so über eine halbe Million Pfund für ein Waisenhaus in Äthiopien.
Am 9. September 2010 bewältigte die mit 16 Jahren bisher jüngste Schwimmerin, die Tschechin Lenka Štěrbová, die Strecke von Dover zur Halbinsel Cap Gris-Nez – nach einem Start kurz nach 3:30 Uhr frühmorgens bei 17 °C Wassertemperatur – in nur 9:22 Stunden. Eltern und Geschwister hatten sie mit lustigen Zeichnungen, die sie vom Begleitboot aus zeigten, bei Laune gehalten.
Am frühen Morgen des 13. August 2012 startete Thomas Ladurner aus Meran mit Schwimmhose, Schwimmhaube und Schwimmbrille in Samphire Hoe an der Küste Englands und erreichte 11 Stunden später und um 4 kg leichter bei Cap Blanc-Nez Frankreichs Festland. 34 km Luftlinie entsprachen etwa 45 km gegen das strömende Wasser.
Ende August 2016 starb der britische Extrem-Ausdauer-Athlet Nick Thomas. Ab Start in Dover nach 16 Stunden ohne Neoprenanzug im Wasser wurde er 1,2 km vor seinem Ziel an der französischen Küste bewusstlos aus dem Wasser gezogen und medizinisch behandelt, starb jedoch am nächsten Tag. Er hatte 2014 als 19. Person überhaupt den „Arch2Arc-Triathlon“ (vom Marble Arch zum Arc de Triomphe de l’Étoile) in 80:50 Stunden absolviert: Auf einen Lauf über 140 km in England folgte das Durchschwimmen des Kanals und schließlich noch 290 km Radfahren in Frankreich. Insgesamt sind nach Angaben der Channel Swimming Archives in Dover zwischen 1926 und 2017 zehn Schwimmer im Ärmelkanal gestorben.
Am 20. Juni 2023 unternahm der britische Feuerwehrmann Iain Hughes eine Kanalquerung im Rahmen einer Spendenaktion. Er verschwand spurlos. Die Suche wurde am 21. Juni beendet und Hughes für vermisst erklärt.
Am 8. September 2023 stellte Andreas Waschburger im zweiten Anlauf einen neuen Rekord auf und unterbot den bisherigen um etwa zehn Minuten.

### Rekorde

#### Offizielle Zeitrekorde
Anerkannt von der Channel Swimming Association Ltd (CSA) bzw. der Channel Swimming & Piloting Federation (CS&PF):
| Datum             | Name                | Zeit     | Anmerkungen                                  |
| ----------------- | ------------------- | -------- | -------------------------------------------- |
| 1978              | Penny Lee Dean      | 07:40    | Vorgänger um mehr als eine Stunde unterboten |
| 1994              | Chad Hundeby        | 07:17    |                                              |
| 1. August 2005    | Christof Wandratsch | 07:03:52 |                                              |
| 24. August 2007   | Petar Stojtschew    | 06:57:50 | [ 9 ]                                        |
| 8. September 2012 | Trent Grimsey       | 06:55    | [ 10 ]                                       |
| 8. September 2023 | Andreas Waschburger | 06:45:25 |                                              |

#### Weitere Rekorde
Die australische Schwimmerin Chloë McCardel durchschwamm am 13. Oktober 2021 zum 44. Mal erfolgreich den Ärmelkanal von England nach Frankreich und wurde damit zur neuen "Queen of the English Channel" mit den meisten persönlichen Durchquerungen. Sie löste die Britin Alison Streeter ab, die mit 43 Durchquerungen in den Jahren 1982 bis 2008 diesen Rekord lange hielt – inklusive einer Nonstop-Dreifach-Kanaldurchquerung im Jahr 1990 in 34 h 40 mi. Männlicher Schwimmer mit den meisten Durchquerungen ist der Brite Kevin Murphy, der in den Jahren 1969 bis 2006 den Ärmelkanal 34 mal durchschwommen hat; an zweiter Stelle steht Michael Read mit 33 Durchquerungen.
Am 31. August 2011 holte sich der Brite Roger Allsop im Alter von 70 Jahren und 115 Tagen den Rekord als ältester Kanalschwimmer, als er nach 17:51 Stunden die französische Küste erreichte. Am 28. August 2004 stellte der nur wenige Tage ältere George Brunstad mit 15 h 59 min einen neuen Altersrekord auf. Am 6. September 2014 wurde Otto Thaning aus Südafrika mit 73 Jahren in einer Zeit von 12:52 h der älteste Kanalschwimmer.
Am 9. August 2007 wurde die Berlinerin Margit Bohnhoff mit einer Schwimmzeit von 11:40 Stunden schnellste deutsche Schwimmerin. Am 21. September 2016 unterbot Nathalie Pohl diese Leistung mit einer Zeit von 11:10 h.
Am 18. September 2010 durchschwamm der vierfach amputierte Franzose Philippe Croizon den Ärmelkanal in einer Zeit von knapp über 13 Stunden. Croizon hatte seine Arme und Beine 16 Jahre zuvor bei einem Unfall verloren und ist der erste Mensch mit einer solchen Behinderung, dem die Durchquerung des Kanals gelang.
Im September 2019 durchschwamm die US-Amerikanerin Sarah Thomas in 54:10 h den Ärmelkanal als erster Mensch viermal hintereinander am Stück (four-way) und stellte damit einen neuen Weltrekord auf.
Das Team mit den meisten Kanalüberquerungen ist der Serpentine Swimming Club in London, dem auch Alison Streeter (Queen of the Channel mit 43 Solos) und Kevin Murphy (King of the Channel mit 34 solos) angehörten, an 2. Stelle steht das Internationale Sri Chinmoy Marathon Team mit 46 Solo-Überquerungen, darunter 7 Deutsche (Stand September 2014).

### Filme
1952 wurde das Leben der Australierin Annette Kellerman mit dem Film Million Dollar Mermaid mit Esther Williams in der Hauptrolle gewürdigt.
1953 kam der Spielfilm Die Wasserprinzessin in die amerikanischen Kinos. Esther Williams spielte darin die Tochter einer Farmerin, die den Ärmelkanal durchschwimmen möchte, um ihre Familie vor der Armut zu bewahren.
2004 erlangte Jörg Adolphs Film Kanalschwimmer große Beachtung beim Internationalen Dokumentarfilmfestival in München. Im Herbst desselben Jahres strahlten ZDF und 3sat den Film aus, in dem Adolph die Schwimmer José Mataafá aus Samoa, Bryan Finlay aus Kanada und Christof Wandratsch aus Deutschland bei ihren Versuchen, den Ärmelkanal zu durchqueren, mit der Kamera begleitet. Während Mataafá nach 10 Stunden aufgeben und der 60-jährige Finlay nach über 21 Stunden kurz vor der französischen Küste aus dem Wasser geholt werden musste, gelang dem mehrfachen Langstrecken-Schwimmweltmeister Wandratsch die Durchquerung des Ärmelkanals in 7:20 Stunden.
2005 verkörperte der schottische Schauspieler Peter Mullan im englischen Spielfilm On a clear Day einen älteren Werftarbeiter aus Glasgow, der nach seiner Entlassung zwecks Sinnsuche den Ärmelkanal durchschwimmt.
Im Film Der seltsame Fall des Benjamin Button aus dem Jahr 2008 durchschwimmt eine 68-jährige den Ärmelkanal, nachdem ihr dies als junge Frau nicht gelungen war.
Der französische Spielfilm Welcome (2009) handelt vom Schicksal eines 17-jährigen irakischen Flüchtlings, dem alle legalen und illegalen Wege von Frankreich nach England versperrt sind. Er beschließt, die Strecke schwimmend zurückzulegen und ertrinkt.
Die Produktionsfirma Zum Goldenen Lamm veröffentlichte 2013 den Spielfilm Die Frau, die sich traut, in dem eine Frau sich gegen eine Behandlung ihrer Krebskrankheit entscheidet, um damit ihren Jugendtraum, einmal den englischen Kanal zu durchschwimmen, wahr werden zu lassen.

## Querungen anderer Kanäle und Meerengen
Seit 1989 findet ein Schwimmen in Istanbul über den Bosporus statt, bei dem im Jahr 2018 2400 Schwimmer – Profis und Amateure – teilnahmen.
Der Ärmelkanal ist eine Strecke der Ocean’s Seven, eine 7-teilige Langstreckenherausforderung für Schwimmer, und gilt als Äquivalent zu den Seven Summits (höchste Gipfel jedes Erdteils) beim Bergsteigen.

## Andere Kanalschwimmen

### Halle/Saale
Von 2001 bis 2007 veranstaltete der SSC Halle (Sachsen-Anhalt) zweimal im Jahr ein Kanalschwimmen um den Halloren-Pokal auf dem rund 2100 Meter langen, 35 Meter breiten und 4 Meter tiefen Regattakanal der Stadt. Die Wettkampfstrecken waren 500, 1.000, 2.000, 3.000, 5.000 und selten geschwommene 10.000 Meter (10 km) lang.
Es fand regelmäßig am 3. Juli-Wochenende und am 1. September-Wochenende (hier nur die 3000 m) im Rahmen des Hallorenpokals statt. Dazu gehörte noch das „Hufeisenseeschwimmen“ am 2. Augustsonntag.

### Hamm/Westfalen
Der Deutsche Unterwasser-Club (DUC) Hamm führt jährlich ein Kanalschwimmen im Juni oder Juli aus. Die Streckenlänge beträgt 2.000 Meter.

### Osnabrück
Auf der Regattastrecke des Osnabrücker Ruder-Vereins (ORV) findet seit 2003 jährlich im Sommer ein Kanalschwimmen auf dem Osnabrücker Stichkanal statt. Die Wettkampfstrecke erstreckt sich von der Schleuse Hollage bis zum Bootshaus des ORV über rund 3.500 Meter.

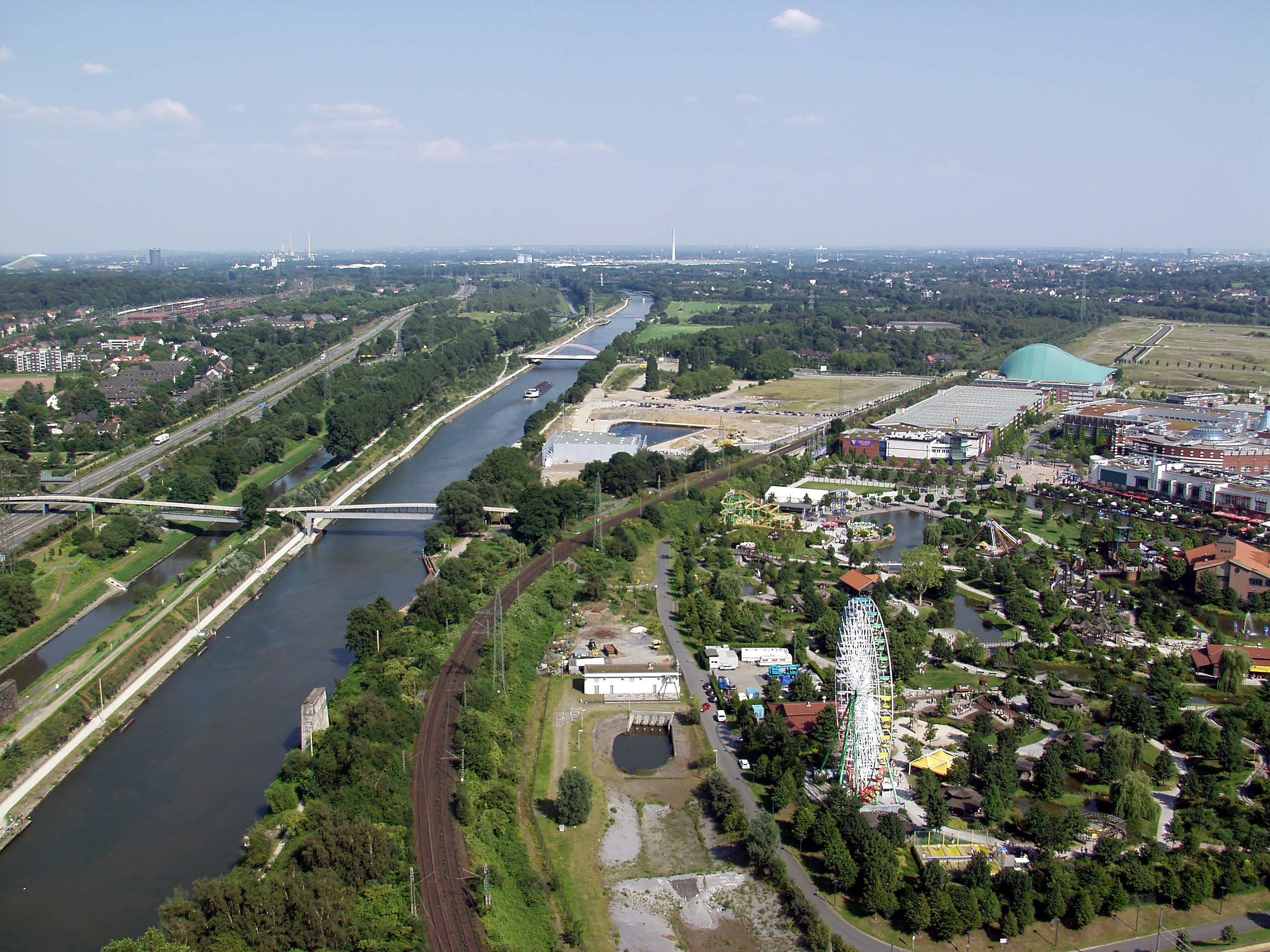
Rhein-Herne-Kanal

### Gelsenkirchen
Seit 1981 startet alljährlich im Juni oder Juli in Gelsenkirchen das von der Deutschen Lebens-Rettungs-Gesellschaft (DLRG) veranstaltete Kanalschwimmen auf der Trainingsstrecke des dortigen Kanu-Clubs im Rhein-Herne-Kanal. Die Wettkampfstrecken sind je nach Altersklasse zwischen 200 und 1.200 Meter lang.

### Hildesheim/Sehnde
Seit 2006 findet alljährlich im Juli das ebenfalls von der DLRG veranstaltete Kanalschwimmen auf dem Hildesheimer Stichkanal statt. Die Wettkampfstrecke beträgt 3.600 Meter (Kurzstrecke) bzw. 13.600 Meter (Langstrecke). Für Kinder gibt es eine Strecke von 1.000 Meter.

### Sète (Frankreich)
In Sète am Mittelmeer, Partnergemeinde von Neuburg an der Donau, wird jedes Jahr im Rahmen des St.-Louis-Festes neben anderen Wettkämpfen ein international besetztes Kanalschwimmen gestartet. Austragungsort ist der durch die Altstadt geführte Schiffskanal, der den Bassin du Sète (Hafen) mit dem Mittelmeer verbindet.

### Scheerwolde (Niederlande)
Im niederländischen Scheerwolde wird im Juni ein internationales Kanalschwimmen ausgetragen. Die Wettkampfstrecke ist 1.250 Meter lang.

### München
In München wird seit 2005 wieder jedes Jahr zu Beginn des Oktoberfestes von der DLRG München das Isarschwimmen ausgerichtet. Wegen der Wasserqualität war diese Veranstaltung lange nicht möglich.

## Publikationen
- Philip Wenzel: Spiroergometrie im Schwimmen: Vergleich der leistungsphysiologischen Parameter und der Ökonomie zwischen Kanalschwimmen und freiem Schwimmen. Dissertation. Universität Freiburg (Breisgau), 2003, DNB 968845304.
- Swantje Scharenberg: Kanalschwimmen – eine Frage von nationalem Stolz, Geschlechterhierarchie und Geld? Eine historisch-anthropologische Betrachtung aus dem Bereich des Sports. In: Kultur Gesellschaft Alltag. Jahrgang 5, Heft 3, Österreich 1997, S. 463–476.
- Martin Krauß: Schwimmen. Geschichte – Kultur – Praxis. Verlag Die Werkstatt, Göttingen 2003, ISBN 3-89533-365-4.
- Wolfgang Pahncke: Schwimmen in Vergangenheit und Gegenwart. Sportverlag, Berlin 1979, DNB 790346974.
- Marcia Cleveland: Dover Solo: Swimming the English Channel. MMJ Press, Canada 1999, ISBN 0-9672091-0-2.
- Margaret A. Jarvis: Captain Webb and 100 years of Channel Swimming. David & Charles, Newton Abbot, Devon, England 1975, ISBN 0-7153-6995-4.
- Sam Rockett: It's Cold in the Channel. Hutchinson, London 1956, OCLC 314610313.